# Frieda Nadig
Friederike Nadig, conocida como Frieda Nadig (Herford, 11 de diciembre de 1897 - Bad Oeynhausen, 14 de agosto de 1970), fue una de las cuatro mujeres que participaron en la redacción de la Ley Fundamental para la República Federal de Alemania. En total el gremio que redactó la Ley Fundamental tuvo 65 personas.

## Biografía
El 11 de diciembre de 1897 Friederike Charlotte Luise Nadig nació como hija de la costurera Luise Henriette Friederike Nadig, de soltera Drewes, y del carpintero Wilhelm Nadig. Después de la escuela se formó como dependienta (de 1912 a 1914) y a continuación trabajó como dependienta (de 1914 a 1920). En 1916 se hizo miembro del Partido Socialdemócrata de Alemania (SPD). De 1920 a 1922 asistió a una escuela para mujeres deseando trabajar en el sector social y se formó como asistente social. Desde 1922 trabajó como asistente social para adolescentes y se comprometió en la Asociación de Beneficencia de los Trabajadores (Arbeiterwohlfahrt en alemán). De 1929 a 1933 fue miembro del Parlamento regional de Westfalia.
A causa de la Ley para la Restauración de la Función Pública en 1933 fue despedida sin previo aviso y se le prohibió trabajar en su profesión. Tras tres años de paro y una readaptación profesional logró trabajar como asistenta sanitaria.
De 1946 a 1966 trabajó para la Asociación de Beneficencia de los Trabajadores, ocupándose de residencias de ancianos, jardines de infancia y actividades para adolescentes durante las vacaciones.
De 1947 a 1950 Frieda Nadig fue miembro del Parlamento Regional de Renania del Norte-Westfalia.
En 1948 y 1949 fue miembro del Consejo Parlamentario, el gremio que redactó la Ley Fundamental (Constitución) para la República Federal de Alemania. Allí Nadig abogó por la igualdad de derechos de mujeres y hombres y de hijos legítimos y no legítimos y además por el derecho a la objeción de conciencia al servicio militar. El Consejo Parlamentario se reunió por primera vez el 1 de septiembre de 1948.
De 1949 a 1961 Frieda Nadig fue miembro del Parlamento federal, el Bundestag.
El 14 de agosto de 1970 murió a la edad de 72 años.